# Photo-club de Paris
Le Photo-club de Paris, fondé en 1888, est une association française de photographes amateurs qui a eu une grande importance dans le processus de considération de la photographie comme un art et pas seulement comme un enregistrement de la réalité.

## Histoire
Fondé en 1888 par Maurice Bucquet, le Photo-club de Paris est né de la sécession de membres de la Société française de photographie. 
Il défend la possibilité d’accéder à l’art par les techniques photographiques, s’opposant ainsi à la Société française de photographie, qui promeut la photographie comme procédé technique et scientifique d’enregistrement du réel et s’oppose à sa valeur comme moyen d’expression artistique. 
Ses membres les plus éminents sont Robert Demachy, Constant Puyo, René Le Bègue, Paul Bergon, Roland Bonaparte et Louis Noulet. 
À partir de 1891, il édite un organe de liaison mensuel, le Bulletin du Photo-club de Paris, qui devient en janvier 1903, La Revue de photographie, jusqu'en 1908, rédigée en partie par Robert Demachy,.
Le Photo-club de Paris avait une approche pictorialiste et a essaimé dans d’autres pays, avec notamment le Wiener Camera Club qui s’opposait à la Photographische Gesellschaft, The Linked Ring opposé à la Royal Photographic Society ou encore le Camera Club de New York qui donna finalement naissance au mouvement Photo-Secession.

## Expositions

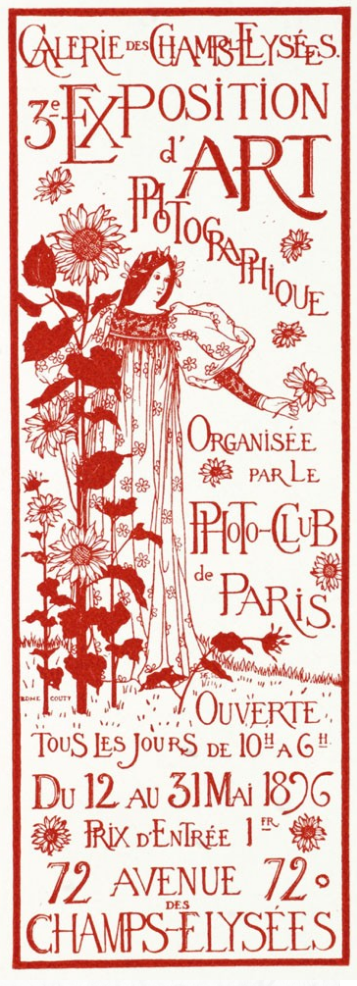
Affiche de la 3e exposition en 1896, créée par Edme Couty.

En janvier 1894 se tient à la galerie Georges Petit rue de Sèze à Paris la première Exposition d’art photographique du Photo-Club de Paris qui montre les travaux de 156 photographes pictorialistes venus du monde entier,. Cette manifestation d’un genre nouveau, uniquement réservée à des épreuves présentant « un réel caractère artistique », va lancer l’aventure pictorialiste en France, et donne lieu à la publication d'un catalogue.
La deuxième exposition ouvre le 23 mars 1895 à la galerie Durand-Ruel, et la troisième, le 12 mai 1896, à la galerie des Champs-Élysées. Le 13 avril 1897, au même endroit, l'événement devient le « Salon de la photographie » qui fut organisé jusqu'en 1914, avant d'être relancé en 1924, en association avec la Société française de photographie, sous le nom de Salon international d'art photographique de Paris.

## Présidents
| Portrait                                                              | Identité                                | Période       | Période         | Durée                      |
| Portrait                                                              | Identité                                | Début         | Fin             | Durée                      |
| --------------------------------------------------------------------- | --------------------------------------- | ------------- | --------------- | -------------------------- |
| Georges Dujardin-Beaumetz                                             | Georges Dujardin-Beaumetz (1833 - 1895) | 1888          |                 |                            |
| Henry Labonne                                                         | Henry Labonne (1853 - 1944)             |               | 15 avril 1891   |                            |
| Maurice Bucquet                                                       | Maurice Bucquet (1860 - 1921)           | 15 avril 1891 | 17 février 1921 | 29 ans, 10 mois et 2 jours |
| Constant Puyo                                                         | Constant Puyo (1857 - 1933)             | 1921          | 1927            | 6 ans                      |
| Pas de portrait sous licence libre disponible pour Robert d'Hautpoul. | Robert d'Hautpoul (d)                   | 1932          |                 |                            |

## Publications
- Paul Bourgeois (dir.) (préf. Robert de la Sizeranne), Esthétique de la photographie, Paris, Photo-club de Paris, 1900, 96 p.
- Constant Puyo et Étienne Wallon, Pour les débutants, Paris, Photo-club de Paris, 1904.
- Constant Puyo, Le procédé à la gomme bichromatée : Traité pratique et élémentaire à l'usage des commençants, Paris, Photo-club de Paris, 1904, 58 p.
- Robert Demachy et Constant Puyo, Les Procédés d'art en photographie, Paris, Photo-club de Paris, 1906, 146 p.
- Constant Puyo, Le Procédé Rawlins à l'huile, Paris, Photo-club de Paris, 1907, 62 p..